# Tillandsia abdita
Tillandsia abdita es una especie de planta epífita dentro del género  Tillandsia,  familia de las bromeliáceas.  

## Descripción
Es una planta acaule, epífita que alcanzan un tamaño de 15 a 18 cm cuando en flor. Hojas de 12 a 17 cm; vainas 25 a 30 mm de ancho, pajizas a subcastaño en el envés, pasando gradualmente a las láminas, densamente adpreso lepidotas; las láminas de 1,5 a 2 cm de ancho, inconspicua e irregularmente nervadas, densamente adpreso cinéreo lepidotas, triangulares, atenuadas. Escapo 6,5 a 9 cm, más corto y generalmente oculto por las hojas; brácteas más largas que la inflorescencia, foliáceas. Inflorescencia compuesta, capitada a subcapitada, erecta; brácteas primarias más largas que las espigas, foliáceas, las vainas más largas y ocultando las espigas; espigas 1,5 a 2 cm, erectas, con 2 flores. Brácteas florales de 1,8 a 2 cm, más o menos tan largas como los sépalos, erectas, ecarinadas, nervadas, fugaz y moderadamente lepidotas apicalmente, membranáceas. Flores sésiles; sépalos 17-19 mm, nervados, glabrescentes o fugaz y esparcidamente lepidotos apicalmente, libres o cortamente connatos, los 2 posteriores carinados, el anterior ecarinado o engrosado centralmente; pétalos purpúreos. Los frutos son cápsulas de 3,5 cm.

## Distribución
Se encuentra en los bosques submontanos húmedos. Es endémica de Costa Rica donde puede distinguirse de la similar Tillandsia brachycaulos por la forma de la hoja y preferencias ecológicas.

## Taxonomía
Tillandsia abdita fue descrita por Lyman Bradford Smith y publicado en Phytologia 8: 10, t. 1, f. 15–17. 1961.
Etimología
Tillandsia: nombre genérico que fue nombrado por Carlos Linneo en 1738 en honor al médico y botánico finlandés Dr. Elias Tillandz (originalmente Tillander) (1640-1693).
abdita: epíteto latíno que significa "oculta"